# 新宮インターチェンジ

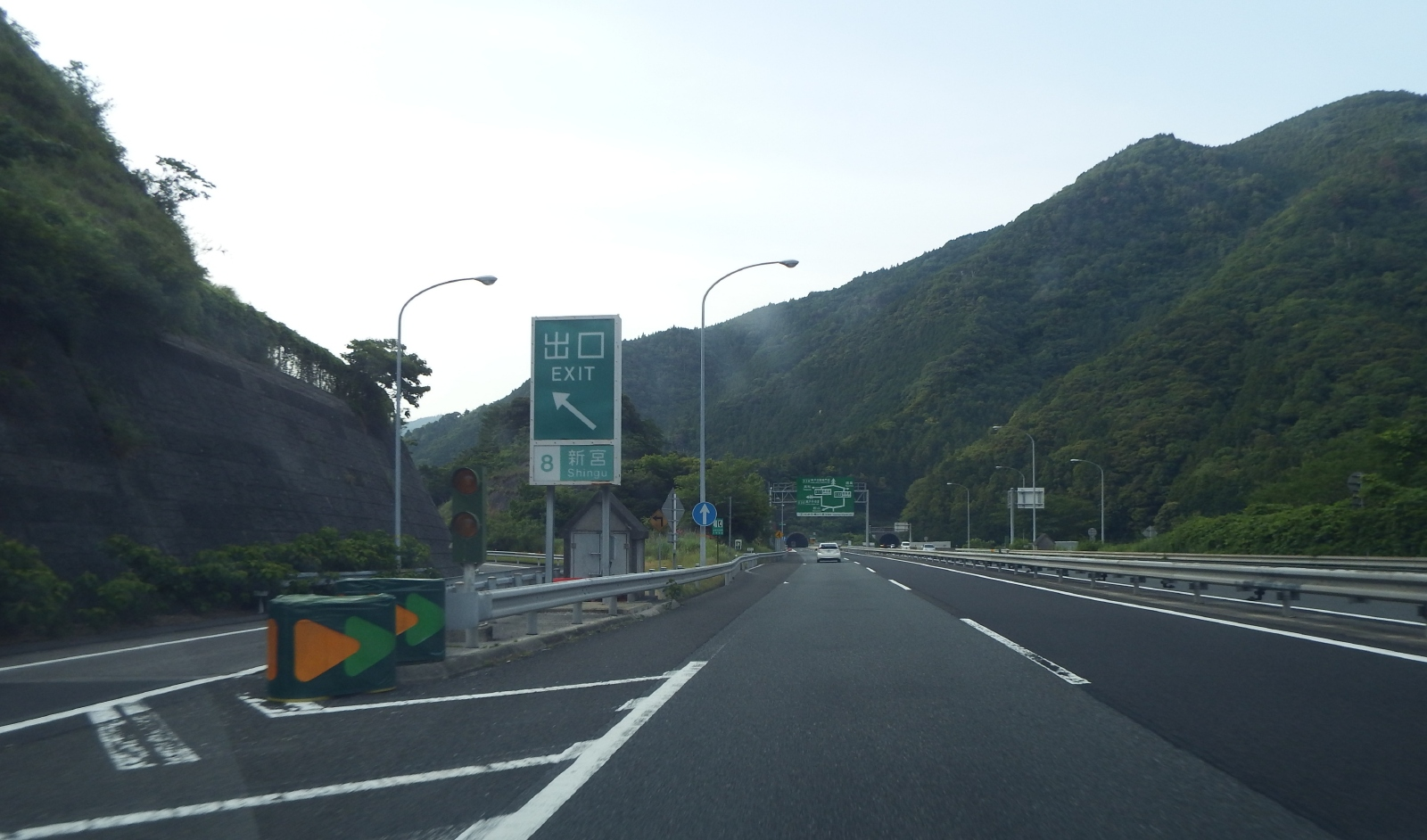
上り線　出口

新宮インターチェンジ（しんぐうインターチェンジ）は、愛媛県四国中央市にある高知自動車道のインターチェンジである。
高知道建設時は工事車輌の出入口として機能していたが、開通時にインターチェンジとして整備された。ただし、付近に大きな集落は無く利用車数は極端に少ない（約400台強／1日平均・2004年度）。

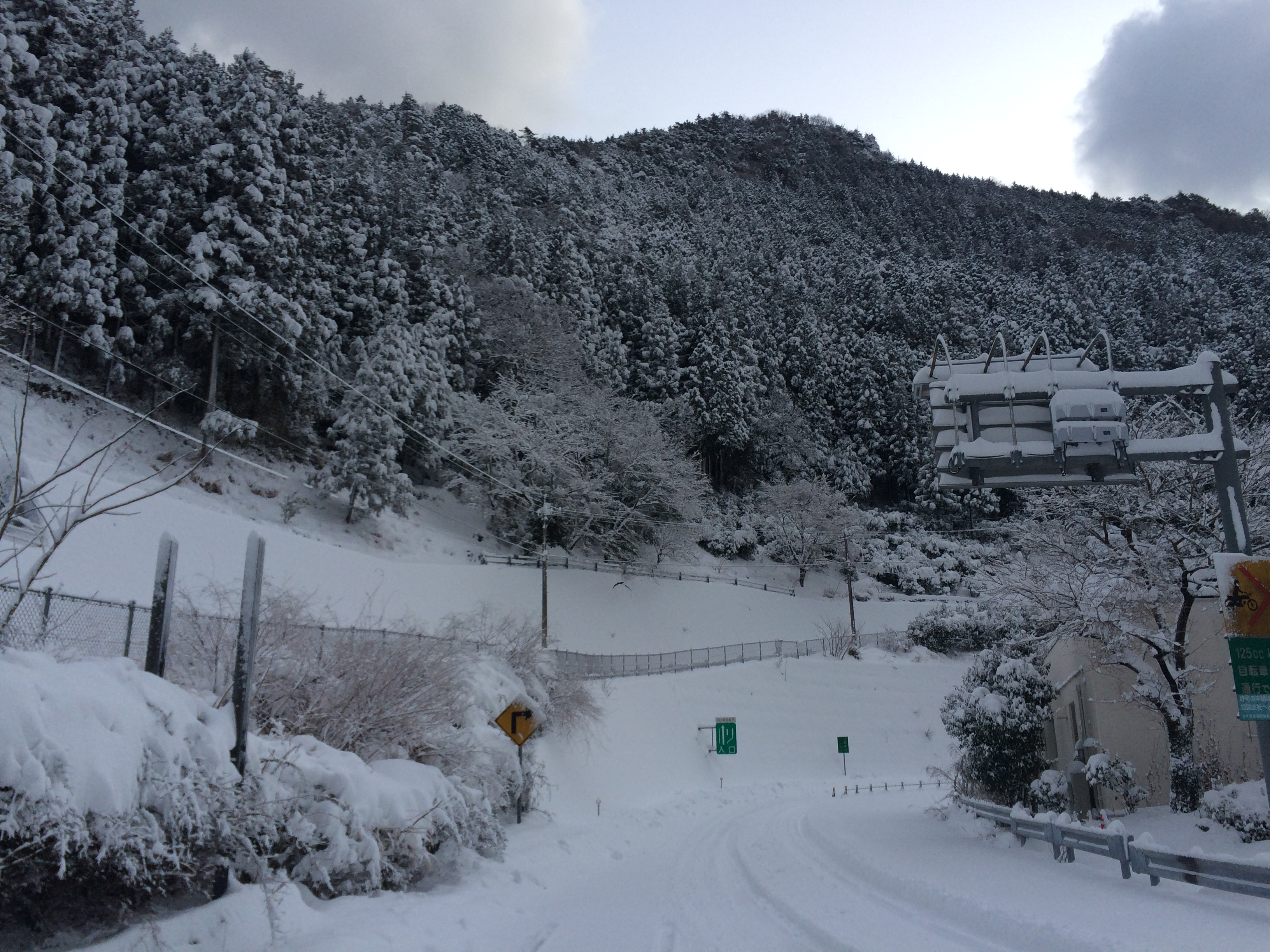
積雪時の新宮インターチェンジ（料金所出入り口の坂）

## 道路
- E32 高知自動車道（8番）

直接接続
- 愛媛県道5号川之江大豊線

間接接続
- 国道319号

## 歴史
- 1992年（平成4年）1月30日 : 川之江JCT - 大豊IC間の開通に伴い、供用開始。
- 2018年（平成30年）3月24日 : 国土交通省の社会実験事業として、高速道路一時退出実験の試行開始[3]（ETC2.0搭載車に限定して、当ICで流出し、隣接する道の駅霧の森に立ち寄り後、1時間以内に当ICから再流入して順方向に利用の場合、目的地まで高速道路を降りずに利用した場合と同じ料金に調整される。）。
- 2020年（令和2年）3月27日 : 高速道路一時退出実験の退出可能時間がそれまでの1時間以内から3時間以内に引き上げられる[4]。
- 2022年（令和4年）7月1日 : 高速道路一時退出実験の退出可能時間がそれまでの3時間以内から2時間以内に変更[5]。

## 料金所
ブース数：3

### 入口
- ブース数：1
  - ETC /一般：1

### 出口
- ブース数：2
  - ETC専用：1
  - 一般：1

開業時は入口と出口が1つずつしか無く、収受員は入口（通行券発券業務）と出口（料金徴収業務）を兼任していたが、現在では入口がETCと一般のレーン混在型となったほか、出口が2つに拡張されている。

## 周辺
- 道の駅霧の森
- 霧の高原
- 塩塚高原
- 仙龍寺
- 新宮ダム
- 新宮あじさいの里

## 隣
E32 高知自動車道
(7) 川之江東JCT - (8) 新宮IC - 馬立PA (上り線のみ) - 立川PA (下り線のみ) - (9) 大豊IC